# Бенда, Франсуа
Франсуа Бенда (фр. François Benda; род. 1964) — швейцарский кларнетист, родившийся в Бразилии. Принадлежит к знаменитой музыкальной фамилии: сын пианиста Себастьяна Бенды, родственник Франтишека Бенды и других её старинных представителей, участник семейного камерного ансамбля The Benda Musicians.
Учился в Женеве и Граце, в 1988 г. дебютировал с сольным концертом в Цюрихе. В 1991 г. занял первое место на международном конкурсе в Риме. Записал кларнетные концерты Джоакино Россини, Ферруччо Бузони, Карла Нильсена, все произведения для кларнета Иоганнеса Брамса. Преподаёт в Берлинском университете искусств и в Базельской Высшей школе музыки.